# Limersheim
Limersheim település Franciaországban, Bas-Rhin megyében. Lakosainak száma 683 fő (2022. január 1.). Limersheim Erstein, Hindisheim, Hipsheim, Ichtratzheim, Meistratzheim, Nordhouse és Schaeffersheim községekkel határos.

## Népesség
A település népességének változása:
| Lakosok száma | 666  | 668  | 654  | 651  | 664  | 688  | 686  | 683  |
|               | 2013 | 2015 | 2017 | 2018 | 2019 | 2020 | 2021 | 2022 |